# John Byrne (scrittore 1940)
John Byrne (Paisley, 6 gennaio 1940 – Londra, 30 novembre 2023) è stato un drammaturgo e artista britannico. Come pittore, è anche noto con lo pseudonimo "Patrick".

## Biografia
Nato a Paisley, nella contea scozzese di Renfrewshire dove è cresciuto in una casa comunale del progetto edilizio Ferguslie Park, ha frequentato la scuola cattolica locale "St Mirin's Academy" per poi laurearsi all'Accademia d'Arte di Glasgow nel 1963. Byrne ha ricevuto diversi dottorati honoris causa: nel 1997 dalla Università di Paisley, nel 2004 è stato nominato membro della Royal Scottish Academy, nel 2006 ha ricevuto un dottorato dalla Robert Gordon University (Scuola d'Arte Gray) ad Aberdeen e nel 2011 dalla Università di Dundee.

## Opere

### Prosa
| Anno | Titolo                          | Note                |
| ---- | ------------------------------- | ------------------- |
| 1977 | Writer's Cramp                  | radiodramma         |
| 1978 | The Slab Boys                   |                     |
| 1979 | The Loveliest Night of the Year |                     |
| 1979 | Normal Service                  |                     |
| 1979 | Hooray for Hollywood            |                     |
| 1979 | Play for Today                  | TV series           |
| 1980 | Babes in the Wood               |                     |
| 1981 | Cara Coco                       |                     |
| 1984 | Candy Kisses                    |                     |
| 1984 | Crown Court                     | TV series           |
| 1985 | London Cuckolds                 |                     |
| 1986 | Scotch & Wry                    | video               |
| 1987 | Tutti Frutti                    | serie televisiva    |
| 1987 | Double Scotch & Wry             | video               |
| 1988 | Normal Service                  | Film TV             |
| 1988 | Arena                           | sceneggiatura/regia |
| 1990 | Your Cheatin' Heart             | serie televisiva    |
| 1992 | Colquhoun and MacBryde          |                     |
| 1993 | Screenplay (serie TV)           | sceneggiatura/regia |
| 1997 | L'ispettore generale            |                     |
| 2004 | Uncle Varick                    |                     |
| 2008 | Nova Scotia                     |                     |
| 2010 | Il giardino dei ciliegi         |                     |

### Arte
Dal 1964 fino al 1966 ha disegnato le copertine di Penguin Books. Dopo mostre di poco successo presso gallerie londinesi, presentò una serie di opere artistiche sotto lo pseudonimo di "Patrick", affermando che i lavori erano stati creati da suo padre, pittore autodidatta di immagini faux-naïf. Tali opere ebbero successo e così Byrne avviò la sua carriera di pittore. Oltre a preparare l'allestimento artistico e le scene dei suoi drammi teatrali, Byrne, in collaborazione con il regista Robin Lefrevre, ha anche disegnato le scene del drammaturgo inglese Snoo Wilson per il suo The Number of the Beast (teatro Bush 1982) e di The Country Girl di Clifford Odets (Teatro Apollo 1983).
Byrne ha inoltre disegnato le copertine per le produzioni musicali di Donovan, The Beatles, Gerry Rafferty e Billy Connolly. La canzone Patrick del cantautore Rafferty parla di Byrne (le parole iniziano con: "Patrick my primitive painter of art/You will always and ever be near to my heart [Patrick mio pittore primitivo d'arte/Sarai sempre ed eternamente nel mio cuore]), e la coppia ha collaborato alla stesura di molte canzoni. Byrne ha anche illustrato le Selected Stories di James Kelman, vincitore del Booker Prize 1994. Le sue opere sono esposte nelle principali collezioni artistiche in Scozia e all'estero. Diversi suoi ritratti sono alla Scottish National Portrait Gallery a Edimburgo, tra cui il ritratto dell'attore Robbie Coltrane, di Billy Connolly, Tilda Swinton (madre di due suoi figli), e un autoritratto.
Mostre recenti:
- Open Eye Edimburgo, Glasgow Print Studio, Rendezvous Gallery Aberdeen, Fine Art Society London, Bourne Fine Art Edimburgo.